# Glaucos fils de Sisyphe
Pour les articles homonymes, voir Glaucos.
Dans la mythologie grecque, Glaucos (en grec ancien Γλαῦκος / Glaûkos), fils de Sisyphe et de la Pléiade Mérope, est roi de Corinthe.

## Mythe
Le Catalogue des femmes narre les aventures de son père qui lui recherche une épouse : Sisyphe choisit d'abord Mestra, fille d'Érysichthon, qui possède le pouvoir de se métamorphoser — pouvoir exploité par son père qui collectionne les dots en la donnant en mariage plusieurs fois avant de la voir revenir à lui sous une autre forme. Sisyphe est lui aussi trompé. Pour résoudre la querelle, l'une des déesses est appelée en arbitre : elle attribue Mestra à Glaucos, mais Zeus qui refuse de voir se perpétuer la lignée de Sisyphe, fait enlever la jeune fille par Poséidon.
Glaucos épouse Eurymédé — appelée Eurynomé par Hygin — fille du Pandionide, Nisos. Elle lui donne plusieurs enfants dont le plus connu est Bellérophon. Les auteurs postérieurs ajouteront Pirène, Déliadès. À la mort de son père, il lui succède sur le trône de Corinthe.
Glaucos est assimilé par Paléphatos (IVe siècle av. J.-C.) et Asclépiade de Samos (IVe siècle av. J.-C.) à Glaucos de Potniai qui, à l'instar de Diomède, nourrit ses chevaux de chair humaine pour qu'ils deviennent plus agressifs, et finit dévoré par eux : selon Palaiphatos, la légende représente la mort d'un homme qui s'est ruiné pour élever ses chevaux au point d'en mourir dans le dénuement total. C'est le sujet d'une tragédie perdue d'Eschyle, Glaucos de Potniai. Servius (IVe siècle) offre une explication différente de la fin de Glaucos : celui-ci ayant méprisé le culte d'Aphrodite — ou empêché ses chevaux de se reproduire pour qu'ils courent plus vite —, la déesse aurait rendu fous les chevaux.